# يواكيم خورخي
يواكيم خورخي هو لاعب كرة قدم برتغالي وموزمبيقي في مركز الدفاع، ولد في 18 فبراير 1939 في مابوتو في موزمبيق. شارك مع منتخب البرتغال لكرة القدم. أما مع النوادي، فقد لعب مع فيتوريا دي غيماريش ونادي بورتو ونادي فيتوريا سيتوبال.

## وصلات خارجية
- يواكيم خورخي على موقع قاعدة بيانات كرة القدم.إي يو (الإنجليزية)
- يواكيم خورخي على موقع ناشيونال فوتبول تيمز (الإنجليزية)
- يواكيم خورخي على موقع عالم كرة القدم.نت (الإنجليزية)